# خطأ أسي

يوضح الرسم البياني كيفية تفوق النمو الأسي على كلٍ من النمو التكعيبي و النمو الخطي. لاحظ كيف يمكن للخطأ بأن يتعقد أكثر مع مرور الزمن.

الخطأ الأسي (بالإنجليزية: Exponential Error)‏ هو تعبير عن فكرة كيف يمكن للخطأ الصغير بأن يكبر مع مرور الزمن. يمكن وصفها بأنها نمو أسي exponential growth للخطأ أو تطبيق النمو الأسي على حدود الخطأ.